# Танок драконів
«Тано́к з драко́нами» (2011, англ. A Dance with Dragons) — п'ятий із семи запланованих романів в серії фентезі «Пісня льоду й полум'я» американського письменника Джорджа Мартіна. Жанр — епічне фентезі з елементами горора. 3 березня 2011 року видавець Bantam Spectra оголосив, що роман буде випущено 12 липня 2011 року. 27 квітня 2011 року Мартін передав своєму редактору більш ніж 1500 сторінок рукописного тексту. У США книжка вийшла у твердій обкладинці на 1040 сторінок.

## Загальні відомості
«Танок з драконами» — первісна назва другого роману в послідовності, коли Мартін раніше передбачав серію як трилогію. Раннє видання у США книги «Гра престолів» (1996) також передбачало «Танок з драконами» як майбутній другий том у серії. 1998 року антологія легенд, яка містить і повість «Межовий лицар» із того же всесвіту, робить «Танок з драконами» вже четвертою частиною у списку серії. Але з часом велика кількість рукописного тексту і дійових осіб змусила автора розділити попередній текст на чотири книги, а «Танок з драконами» став п'ятою.
Ще починаючи з 2006 року Мартін виклав зразки кількох глав із цієї книги на своєму сайті — «Тиріон», «Дейнеріс», «Джон», і на Amazon.co.uk — «Теон».
Дія книги «Танок з драконами» з епопеї «Пісні льоду й полум'я» відбувається у псевдоісторичному світі (найбільш близькому до середньовічної Європи XV століття — «Війна Червоної та Білої троянд»), де існує магія, а сезон може тривати протягом багатьох років. Кривава війна династій Вестеросу поступово іде на спад, не визначивши справжнього переможця. Насувається довга і холодна зима. Імперія знаходиться в невіданні і сум'ятті. «Танок драконів» продовжує події «Бурі мечів» (2000), третього роману із серії. Перша частина книги буде проходити паралельно з її попередником — «Бенкетом круків» (2005), а друга, яка вийде згодом, дасть розвиток деяких сюжетних ліній які взяли свій початок у «Бенкеті круків».

## Стислий зміст
Війна П'яти Королів в Вестеросі, здається, сходить нанівець. На півночі, самопроголошений король Семи Королівств Станніс Баратеон облаштувався на Стіні, перед цим, розбивши армію «здичавілих» під проводом «короля за стіною» Манса-Розбійника. Він заприсягнув завоювати підтримку Півночі, щоб продовжити свою боротьбу за «Залізний Трон» у Королівській Гавані із самозваним королем, сином померлого свого брата Роберта Баратеона, а насправді плодом інцесту між дружиною Роберта Серсеєю Ланістер і її братом-близнюком Джеймі Ланістером, на прізвисько «Царевбивця». Ця боротьба ускладнюється тим, що Ланістери уклали союз із зрадницьким Домом Болтонів, які були прапороносцями лордів Півночі, а велика частина західного узбережжя знаходилась під окупацією людей із Залізних Островів. На самій Стіні, незаконно-народжений син Еддарда Старка Джон Сноу був обраний дев'ятсот дев'яносто восьмим Лордом-Командувачем Нічної Варти, але в молодого чоловіка є вороги, як в країні і на Стіні, так і за її межами, де з наступом небаченої і довгої зими, прокидалися невідомі сили від тисячолітнього сну.
Між тим, карлик Тиріон Ланністер, який був за наклепом засуджений до смерті за вбивство свого молодого племінника, короля Джофрі Баратеона, яке він ніколи не вчиняв, вбиває свого батька, лорда Тайвіна і втікає на кораблі через Вузьке море в Пентос.
На далекому сході, Дейнеріс Таргарієн — єдина законна спадкоємиця поваленого правлячого сімейства, Таргарієнів — захоплює місто Міерин, і починає правити ним, для того, щоб відточити свої навички керівництва, перш ніж вона піде далі, щоб підкорити Вестерос і повернути собі «Залізний Трон». Але за її діями уважно слідкують на Залізних Островах, у Дорні, Старому місті та Вільних Містах. І з цих країв були послані емісари, щоб втертись до Дейнеріс у довіру і використати її прагнення і амбіції для досягнення своїх особистих цілей.

## Основні персонажі
Про події в книзі розповідається від імені 18 різних персонажів,, включаючи два незначних одноразових персонажів від імені яких викладені події в пролозі та епілозі.
- Варамір Шестишкурий — чаклун і перевертень, хазяїн трьох вовків, сутінкового кота й білого ведмедя. Один із «здичавілих», що жили на північ від стіни (пролог).[10]
- Дейнеріс Таргарієн — перша цього ім'я, Королева Міерина, Королева Андалів, Ройнарів і Перших Людей, єдина спадкоємиця династії Таргарієнів, законних володарів Семи Королівств Вестероса, Кхалісі Дотракійського Моря, на прізвисько «Дейнеріс Штормороджена», «Неопалима» й «Мати Драконів».
- Джон Сноу — дев'ятсот дев'яносто восьмий Лорд-Командувач Нічної Варти. Позашлюбний син попереднього лорда Вінтерфела Еддарда Старка.
- Тиріон Ланністер — карлик, на прізвисько «Біс». Молодший брат Серсеї та Джеймі Ланістерів, дядько Томмена — короля Вестероса. Втікач, розшукується по помилковому звинуваченні у вбивстві свого племінника Джофрі.
- Давос Сиворт — колишній контрабандист і Королівський Десниця короля Станніса Баратеона.
- Брандон (Бран) Старк — хлопчик-каліка 9-ти років, законний спадкоємець свого брата, нині покійного Роба Старка, лорда Вінтерфела. Шукає способу зцілення за Стіною, вважається мертвим його власною сім'єю.
- Рік: Теон Ґрейджой — вважається мертвим. Син недавно померлого короля Залізних Островів Бейлона Грейджоя. Став в'язнем Русе (Рамсі) Болтона, де його катували і морили голодом.
- Норовлива Наречена: Аша Грейджой — племінниця нового короля Залізних Островів Еурона Грейджоя, останнім часом втекла з островів і попала в полон до короля Станіса.
- Віктаріон Грейджой — капітан Залізного флоту. Поплив на пошуки Дейнеріс Таргарієн, для того, щоб використати її для власних цілей (для завоювання Семи Королівств).
- Арія Старк — сестра Роба, Брана, Санси та Рікона. Дівчинка 11 років, ховається у вільному місті Браавос, де вона взяла собі нове ім'я «Кішка з Каналів» і продовжує своє навчання як вбивця при храмі Чорного і Білого (Багатоликого бога). Між тим ще в Вестеросі, Арія була заочно заручена із незаконним сином зрадника і самозванця Руссе Болтона Рамсі Болтоном (Сноу). Але, коли Арію знайти не вдалося, лорд Тайвін задумав підмінити її іншою, схожою дівчиною, щоб видавши її за Рамсі, узаконити Руссе Болтона «Хранителем Півночі».
- Людина Торговця: Квентін Мартелл — старший син принца Дорана Мартелла, лорда Дорна, подорожує на Схід за завданням свого батька[11].
- Сір Барістан Селмі — на прізвисько Барістан Відважний, останній Лорд-Командувач Королівської Гвардії при королі Роберті і перший капітан її Королівської Гвардії Дейнеріс Таргарієн.[12]
- Мелісандра — Асшайська, на прізвисько «Червона Жінка», жриця Рглора, Владики Світла, радниця короля Станніса.[10]
- Серсея Ланністер — Королева-Регент при синові Томенні, в даний час[13] знаходиться в ув'язненні у башті-клітці «Септи Бейлора», в очікуванні суду.[14]
- Сір Джеймі Ланістер — на прізвисько «Царевбивця», Лорд-Командувач Королівської Гвардії при королі Томмені; в даний час[13] знаходиться у Ріверрані.
- Капітан гвардії: Арео Хотах — капітан охорони принца Дорана Мартелла лорда Дорна.
- Нові, поки ще маловідомі персонажі.
- Нові, поки ще маловідомі персонажі (епілог)

Глави про декількох персонажів, які могли бути включені в цю книгу: Санса Старк, Семвел Тарлі, Аерон Дампгаір, Аріанна Мартелл і Брієнна з Тарта були написані для цієї книги, але замість цього вони орієнтовно з'явиться в наступній книзі — «Зимовий Вітер».

## Українські переклади
Видавництво «КМ-Букс» видало українською мовою книгу Джорджа Р. Р. Мартіна «Танок з драконами» у січні 2018 року під назвою "Танок драконів".